# رودافشان (أبرشيوة)
رودافشان (بالفارسية: رودافشان) هي قرية تقع في إيران في قسم أبرشيوة الريفي. يقدر عدد سكانها بـ 54 نسمة بحسب إحصاء 2016.